# Resolució 1870 del Consell de Seguretat de les Nacions Unides
La Resolució 1870 del Consell de Seguretat de les Nacions Unides fou adoptada per unanimitat el 30 d'abril de 2009. Després de recordar les resolucions anteriors sobre el Sudan, el Consell va ampliar el mandat de la Missió de les Nacions Unides al Sudan (UNMIS) durant un any més, fins al 30 d'abril de 2010, i va instar a totes les parts a complir plenament l'Acord de Pau Complet de 2005 que va posar fi a la guerra entre Sudan i Sudan del Sud.

## Detalls
El Consell va demanar a la missió que es preparés, si se li demanava, per ajudar les parts amb la preparació del referèndum nacional convocat pel 2011, i donar suport a les possibles eleccions nacionals del proper any, en coordinació amb el Programa de les Nacions Unides per al Desenvolupament (PNUD). Alhora demanava a ambdues parts a cooperar amb un accés total i sense restriccions a la UNMIS en el seguiment i la verificació de la regió d'Abyei i va instar a la missió a desplegar-hi personal suficient per millorar els esforços i la seguretat de la prevenció de conflictes a la població civil. També va instar les parts a complir i aplicar la decisió del Tribunal d'Arbitratge d'Abyei a la Cort Permanent d'Arbitratge sobre la solució definitiva de la disputa fronterera d'Abyei. També va demanar a les parts que recolzessin, protegissin i facilitessin totes les operacions humanitàries i va instar al Govern del Sudan a continuar treballant amb les Nacions Unides per assegurar la continuïtat de l'assistència humanitària.